# NTTデータシステムズ

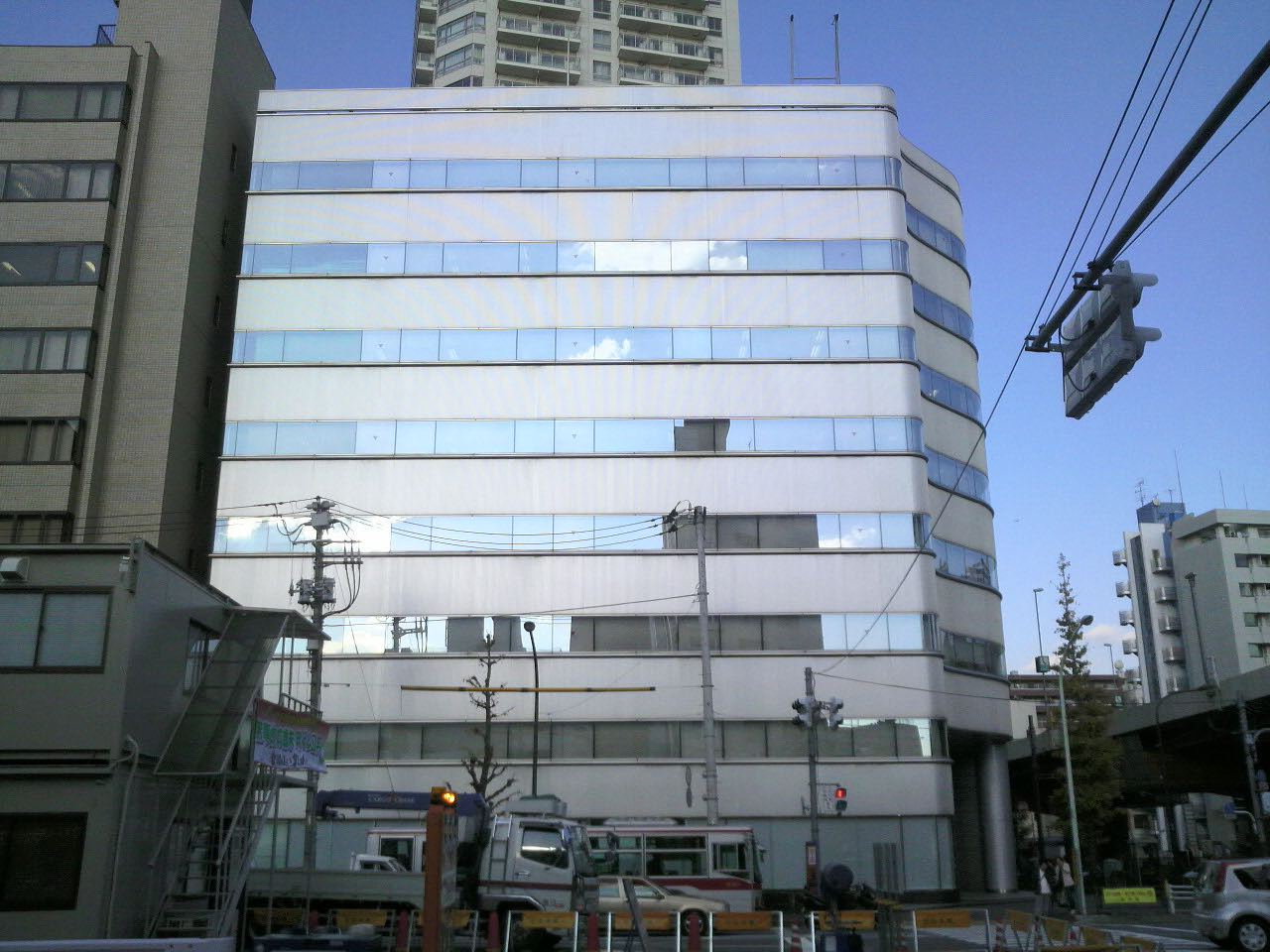
かつて本社が入居していた
アーバンネット五反田NNビル

株式会社エヌ・ティ・ティ・データ・システムズ（NTTデータシステムズ、英文社名：NTT DATA SYSTEMS CORPORATION）は、東京都品川区に本社を置いていたNTTデータグループのシステムインテグレーターである。

## 概要
基幹事業は、企業向けのアプリケーションの開発や販売であるが、ERPパッケージ、SCAW等のパッケージ・インテグレーション、システムエンジニアの人材派遣等企業向けシステム開発に関わる業務全般まで事業を広げている。

## 事業所
- 本社

〒141-0031　東京都品川区西五反田3-7-10　アーバンネット五反田NNビル

## 沿革
- 1985年12月 - 東京都新宿区に株式会社NTT東京ソフトサプライを設立
- 1991年 9月 - 東京NTTデータ通信システムズ株式会社に社名変更
- 1992年 3月 - 本社を東京都目黒区に移転
- 1992年11月 - 特定建設業（電気通信工事業）認可を受ける
- 1993年 9月 - 本社を現在の東京都品川区に移転
- 2000年12月 - 株式会社NTTデータシーメットよりシステムエンジニアリング事業部門の譲渡を受ける
- 2002年 4月 - 浜銀システムサービス株式会社よりソフトウェア事業部の営業譲渡を受ける
- 2002年10月 - 株式会社NTTデータシステムズに社名を変更

　　　　　　　　　株式会社NTTデータよりSCAW事業の営業譲渡を受ける
- 2006年 7月 - プライバシーマークを取得
- 2007年 1月 - 一般労働者派遣事業許可
- 2011年 4月 - 株式会社NTTデータクイックと統合し株式会社 NTTデータビジネスシステムズへ移行[1]

## 認可・資格
- 特定建設業（電気通信工事業）認可
- 電気通信工事業：（特-17）第90374号
- 一般労働者派遣事業：（般13-302395）
- プライバシーマーク：（第21000390（02）号）
- 品質マネジメントシステム ISO9001：2000（JQA-QM9703）
- 環境マネジメントシステム ISO14001：2004(EC99J1048-24)